# احتمالات بیزی
احتمالات بیزی، استدلال بیزی، روشی بر پایه احتمالات برای استنتاج کردن است.
اساس این روش، بر این اصل، استوار است که برای هر کمیتی، یک توزیع احتمال، وجود دارد که با مشاهده یک داده جدید، و استدلال در مورد توزیع احتمال آن، می‌توان تصمیمات بهینه‌ای اتخاذ کرد.
این قضیه از آن جهت، مفید است که می‌توان از طریق آن، احتمال یک پیشامد را با مشروط کردن نسبت به وقوع یا عدم وقوع یک پیشامد دیگر، محاسبه کرد. در بسیاری از حالت‌ها، محاسبهٔ احتمال یک پیشامد به صورت مستقیم، کاری دشوار است. با استفاده از این قضیه و مشروط کردن پیشامد مورد نظر نسبت به پیشامد دیگر، می‌توان احتمال مورد نظر را محاسبه کرد.
فرض می‌کنیم {\displaystyle P(B|A)} را به راحتی می‌توانیم حساب کنیم. آنگاه از رابطهٔ بیز استفاده کرده و {\displaystyle P(A|B)} را حساب می‌کنیم.

## رابطهٔ بیز
فرض می‌کنیم {\displaystyle A_{1},A_{2},...,A_{n}} فضای نمونه را افراز کند. همچنین برای هر {\displaystyle i=1,2,...,n} داشته باشیم {\displaystyle A_{1},A_{2},...,A_{n}} ، آن گاه داریم:
{\displaystyle P(A_{i}|B)={\frac {P(A_{i})\,P(B|A_{i})}{\sum _{j=1}^{n}P(A_{j})\,P(B|A_{j})}}}

## اثبات
با استفاده از قانون ضرب احتمال :

{\displaystyle P(B\cap A_{i})=P(B|A_{i})P(A_{i})=P(A_{i}|B)P(B)}

## یک مثال
مثال رادار :
- احتمال اینکه یک هواپیما وجود داشته باشد ۰٫۰۵ است. {\displaystyle P(A)}
- اگر هواپیما وجود داشته باشد، رادار با احتمال ۰٫۹۹ هواپیما را پیدا می‌کند. {\displaystyle P(B|A)}
- اگر هواپیما وجود نداشته باشد، رادار با احتمال ۰٫۱ وجود هواپیما را اعلام می‌کند. {\displaystyle P(B|A')}

احتمال اینکه هواپیما وجود داشته باشد، به شرط اینکه رادار نقطه‌ای را نشان دهد :

{\displaystyle P(A|B)={\frac {P(A)\,P(B|A)}{\ P(A)\,P(B|A)+\ P(A')\,P(B|A')}}={\frac {0.05*\,0.99}{\ 0.05*\,0.99+\ 0.95*\,0.1}}=0.34}

## مثالی دیگر
مثال تست بیماری :
- در یک جامعه ۰٫۱٪ افراد بیمارند. {\displaystyle P(A)}
- اگر شخص بیمار باشد، تست به احتمال ۹۵٪ مثبت می‌آید. {\displaystyle P(B|A)}
- اگر شخص سالم باشد، تست به احتمال ۹۵٪ منفی می‌آید. {\displaystyle P(B|A')}

حال اگر یک نفر به‌طور تصادفی از این جامعه انتخاب کنیم و تست مثبت بیاید، احتمال آنکه آن شخص بیمار باشد برابر است با :

{\displaystyle P(A|B)={\frac {P(A)\,P(B|A)}{\ P(A)\,P(B|A)+\ P(A')\,P(B|A')}}={\frac {0.001*\,0.95}{\ 0.001*\,0.95+\ 0.999*\,0.05}}=0.018}